# Osbert Crawford
Osbert Guy Stanhope Crawford, que firmaba como O.G.S. Crawford (28 de octubre de 1886 - 28 de noviembre de 1957) fue un arqueólogo británico especializado en el estudio de la Gran Bretaña prehistórica y la arqueología de Sudán. Durante la mayor parte de su carrera estuvo trabajando para la Ordnance Survey (OS), escribió varios libros sobre temas arqueológicos y fue un gran defensor de la arqueología aérea.

## Biografía
Nacido en Bombay en 1886, en el conocido como Raj británico, procedía de una familia escocesa. Se trasladó a Inglaterra de pequeño y fue criado por sus tías en Londres y en Hampshire. Estudió geografía en el Keble College, en Oxford. Empleado por el filántropo Henry Wellcome, Crawford supervisó la excavación de Abu Geili en Sudán, antes de regresar a Inglaterra en los meses previos a la Primera Guerra Mundial. Durante el conflicto sirvió tanto en el London Scottish Regiment como en el Royal Flying Corps, donde estuvo involucrado en reconocimientos terrestres y aéreos a lo largo del frente occidental. Después de que una lesión forzase un período de convalecencia en Inglaterra, regresó al frente occidental, donde fue capturado por el ejército alemán en 1918 y hecho prisionero hasta el final del conflicto.
Sus más importantes excavaciones se llevaron a cabo en Sudán en 1939.

## Obras
Entre las publicaciones más importantes figuran:
| Año  | Título | Coautor(s)        | Editor                                             |
| ---- | --- | ----------------- | -------------------------------------------------- |
| 1921 | Man and his Past | –                 | Oxford University Press                            |
| 1922 | Notes on Archaeology for Guidance in the Field                                                                                  | –                 | Ordnance Survey Office                             |
| 1922 | The Long Barrows and Stone Circles in the Area Covered by Sheet 8 of the 1/4 Inch Map (The Cotswolds and the Welsh Marches)     | –                 | Ordnance Survey Office                             |
| 1922 | The Andover District | –                 | Oxford University Press                            |
| 1924 | Air Survey and Archaeology | –                 | Ordnance Survey                                    |
| 1924 | The Long Barrows and Stone Circles in the Area Covered by Sheet 12 of the 1/4 Inch Map (Kent, Surrey and Sussex)                | –                 | Ordnance Survey                                    |
| 1924 | Map of Roman Britain | –                 | Ordnance Survey                                    |
| 1925 | The Long Barrows of the Cotswolds                                                                                               | –                 | Bellows                                            |
| 1928 | Wessex from the Air | Alexander Keiller | Oxford University Press                            |
| 1932 | Map of Neolithic Wessex | –                 | Ordnance Survey                                    |
| 1934 | Celtic Earthworks of Salisbury Plain: Old Sarum Sheet                                                                           | –                 | Ordnance Survey                                    |
| 1935 | Map of Britain in the Dark Ages (South Sheet)                                                                                   | –                 | Ordnance Survey                                    |
| 1937 | The Strip-Map of Litlington | –                 | Ordnance Survey                                    |
| 1938 | Map of Britain in the Dark Ages (North Sheet)                                                                                   | –                 | Ordnance Survey                                    |
| 1948 | The Topography of Roman Scotland North of the Antonine Wall                                                                     | –                 | Cambridge University Press                         |
| 1948 | A Short History of Nursling | –                 | Warren and Sons                                    |
| 1951 | The Fung Kingdom of Sennar: With a Geographical Account of the Middle Nile Region                                               | –                 | Bellows                                            |
| 1951 | Abu Geili | F. Addison        | Oxford University Press for the Wellcombe Trust    |
| 1953 | Archaeology in the Field | –                 | Frederick A. Praeger                               |
| 1953 | Castles and Churches in the Middle Nile Region                                                                                  | –                 | Sudán Antiquities Service                          |
| 1955 | Said and Done: The Autobiography of an Archaeologist                                                                            | –                 | Weidenfeld and Nicolson                            |
| 1957 | The Eye Goddess | –                 | Phoenix House                                      |
| 1958 | Ethiopian Itineraries, Circa 1400–1524: Including Those Collected by Alessandro Zorzi at Venice in the Years 1519–1524 (editor) | –                 | Cambridge University Press for the Hakluyt Society |